# Apogonia rugicollis
Apogonia rugicollis är en skalbaggsart som beskrevs av Moser 1913. Apogonia rugicollis ingår i släktet Apogonia och familjen Melolonthidae. Inga underarter finns listade i Catalogue of Life.